# Una luna de miel en la mano
«Una luna de miel en la mano», también conocida simplemente como «Luna de miel» es una canción y sencillo del grupo musical de Argentina Virus, lanzada en 1985 con el quinto álbum de estudio titulado Locura.
«Una luna de miel en la mano» se convirtió en la canción más exitosa del grupo Virus. Logró el puesto 62° en la clasificación de las 100 mejores canciones del rock argentino por la Rolling Stone Argentina y MTV en 2002. También logró el puesto 131° en la clasificación de las 500 mejores canciones de la historia del rock en Iberoamérica por la revista estadounidense Al Borde en el año 2006. El lado B del sencillo fue la canción «Destino circular», compuesto por Julio Moura, Federico Moura y Roberto Jacoby.

## Descripción
La canción se convirtió en el máximo logro del grupo musical de La Plata, y es una de las canciones más exitosas y populares de la historia de la música de Argentina.
En 2012, la edición argentina de la revista Rolling Stone consideró que la letra de la canción es un claro ejemplo de ambigüedad y provocación, característicos del grupo musical. Al igual que las otras composiciones del álbum de estudio, esta presenta metáforas sexuales, aunque en una manera menos explícita comparada con otros sencillos como «Pronta entrega» o «Sin disfraz». El significado puede interpretarse de diversas maneras; por ejemplo, la letra de la canción es una oda a la masturbación que usa intrincadas metáforas o habla de una intimidad física y emocional donde predomina la imaginación.
El título proviene de la obra teatral ficticia Everyman His Own Wife Or, A Honeymoon in the Hand: A National Immorality in Three Orgasms (A cada cual su esposa o una luna de miel en la mano. Una inmoralidad nacional en tres orgasmos), escrita por el personaje Buck Mulligan en la novela Ulises de James Joyce.
«Una luna de miel en la mano» fue la última canción escrita para el álbum de estudio Locura. Virus ya había grabado siete pistas para el álbum, pero el sello exigió que ocho fuera el mínimo. El grupo musical no había quedado del todo conforme con el resultado, por lo cual pensaron en reemplazar la versión que conocemos por otra más elaborada en futuras ediciones del disco.
La canción fue compuesta en un avión cuando el grupo se dirigía a Nueva York, donde trabajaron en la mezcla del álbum. En 2015, Marcelo Moura recordó: "Como habíamos grabado en Buenos Aires, cuando viajamos a Nueva York a mezclar, en el avión (cuando aún se podía fumar en un sector) nos fuimos con Julio y Federico con una guitarra e hicimos una base, compusimos el tema que faltaba. Ya en Nueva York un amigo le puso la letra. Fue algo muy improvisado y es, nada más y nada menos, el tema más famoso de la historia de Virus, «Luna de miel»". Al llegar a Nueva York, un viejo amigo de Moura que había vivido con él en Río de Janeiro durante los años 1970, Eduardo Acosta, escribió la letra de la canción. Más tarde también escribiría la letra de «Encuentro en el río», una canción del álbum de 1987 del grupo musical Superficies de placer.

## Créditos
- Federico Moura: voz principal y coros.
- Julio Moura: guitarra eléctrica.
- Marcelo Moura: sintetizadores.
- Daniel Sbarra: sintetizadores y coros.
- Enrique Muggeti: bajo.
- Mario Serra: batería híbrida y caja de ritmos.